# 浙江省苍南中学
浙江省苍南中学，简称苍中或县中，是浙江省一级重点中学。位于苍南县县城灵溪镇的仁英路上。

## 学校历史
苍南中学创办于1984年秋。原名苍南县第一中学，简称苍一中，2002年1月更为现名。学校原址在苍南县灵溪镇老城区公园山脚下，山前路附近，现为灵溪镇第三高级中学所在地。

## 教学设施
学校位于县城新区，2012年6月，仁英高中撤并作为高三年段教学区和生活区，原苍南中学教学区和生活区供高一高二年段享用，运动区供所有学生享用。现校园占地150亩，建筑面积6.5万平米，绿化面积4.1万平米。一条上江河穿入撤并后苍南中学的两个校区，学校建有四座教学楼，一座科技楼（集理化生实验室、数字化实验室、计算机教室、通用技术教室、校园网络中心、广播电视中心、心理辅导中心于一体），一座行政楼和三个报告厅，一座图书馆、艺术馆和体育馆，一座集理化生实验准备室、标准化学实验室、专用选修教室和两个300多个座位的报告厅于一体的综合楼；拥有400米塑胶跑道、1个标准足球场、12个篮球场（6个灯光球场）、3个排球场；拥有四座学生公寓、一座餐厅、一座配电房和一个总监控室。学校所有教室和报告厅都配有多媒体展示平台，教育教学已基本实现了信息化、网络化。

## 师资力量
学校现有64个班级（含仁英高中18个班级），学生3120人（含仁英高中学生835人），教职员工256人，专任教师210人。其中，教授级高级教师2人，高级教师104人，一级教师68人；县级以上骨干教师（含名师名校长名班主任、“教坛新秀、教坛中坚、教坛宿将”简称“三坛”、骨干教师和骨干班主任等三个层次）97人；县级及以上学术（或学科教学）带头人14人，具有研究生学历或硕士学位24人。

## 荣誉
浙江省苍南中学系省一级重点中学，省级文明单位，温州市现代化学校。近10年来，学校先后获得全国百强特色学校、全国中学教育科研百强校、省科研兴校200强、省现代教育技术实验学校、省群众体育先进单位、省语言文字规范化示范校、市德育特色学校、市校本教研示范校、市五四红旗团委、全市档案工作优秀集体、全市单位内部保卫先进集体、2008－2010年度苍南县模范集体等县政府级以上荣誉称号70多个。